# Salem (hrabstwo Saline)
Salem – jednostka osadnicza w Stanach Zjednoczonych, w stanie Arkansas, w hrabstwie Saline.